# Hyun Jung-hwa

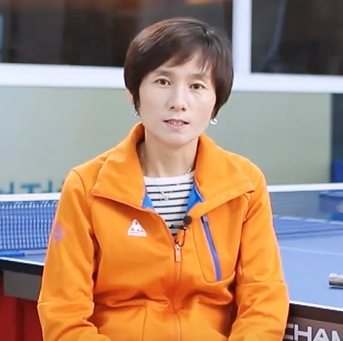
Hyun Jung-hwa

Hyun Jung-hwa, född 6 oktober 1969 i Busan, Sydkorea, är en sydkoreansk bordtennisspelare som tog individuellt OS-brons i Barcelona år 1992. Hyun har även tagit två medaljer i damdubbel vid olympiska sommarspelen, nämligen 1988 då hon tog guld tillsammans med Yang Young-ja och 1992 då hon tog brons tillsammans med Hong Cha-ok.